# Goesinojemeer (Nova Zembla)
Het Goesinojemeer (Russisch: озеро Гусиное; ozero Goesinoje; "ganzenmeer") is een meer in het noorden van het Russische schiereiland Goesinaja Zemlja in het westen van het Joezjnyeiland van de archipel Nova Zembla, op 50 kilometer van de plaats Beloesja Goeba. Het meer wordt gevoed door de rivier de Pestsovaja, die door het meer stroomt en waar aan de monding zich een jachtizba bevindt. In het meer komt veel vis voor. In de periode van de rui strijken er veel ganzen neer.